# Minuartia eglandulosa
Minuartia eglandulosa är en nejlikväxtart som först beskrevs av Edward Fenzl, och fick sitt nu gällande namn av M. V Klokov. Minuartia eglandulosa ingår i släktet nörlar, och familjen nejlikväxter. Inga underarter finns listade i Catalogue of Life.